# 金得臣
金 得臣（きん とくしん、キム・ドゥクシン、1754年 - 1822年）は、朝鮮王朝後期の画家。字は賢輔。号は兢齋、弘月軒。本貫は開城。宮廷の画員であった金應履の息子で、本人も宮廷の図画署の画員となり、椒島僉節制使となった。金弘道と共に風俗画家として有名である。
人物と風俗画をよく描き、沈師正（玄斎）、鄭敾とともに英祖の時の三斎と呼ばれた。画蹟には徳寿宮美術館所蔵の「郭紛陽子 儀行楽図」、高麗大学校博物館所蔵の「扶酔図」、「帰市図」、澗松美術館所蔵の「風俗画帳」、「潚湘夜雨図」、個人所蔵の「梧桐吠月図」など多数がある。

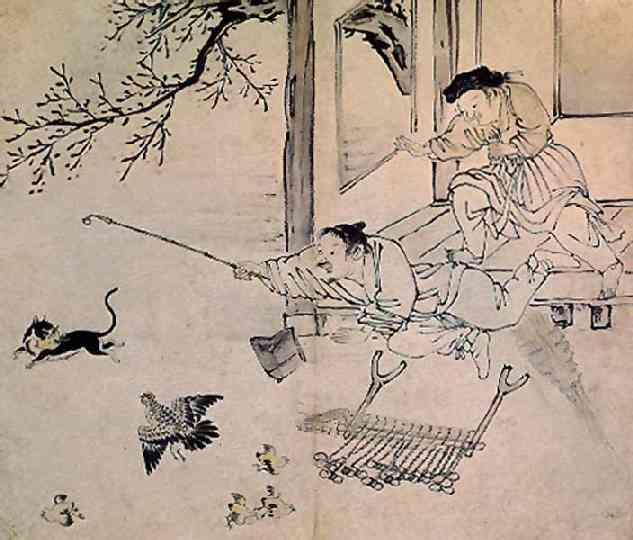
破寂圖
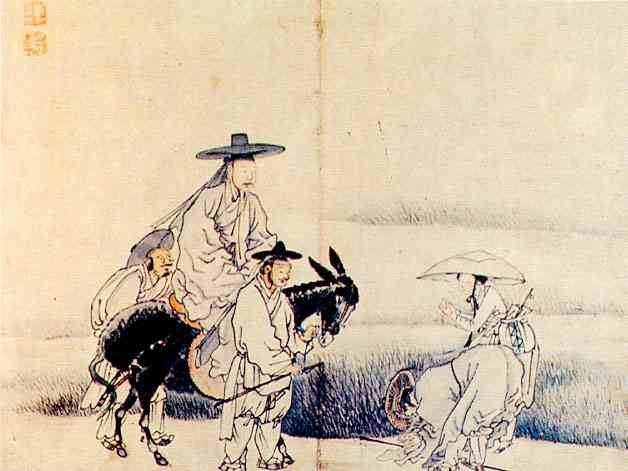
班常圖
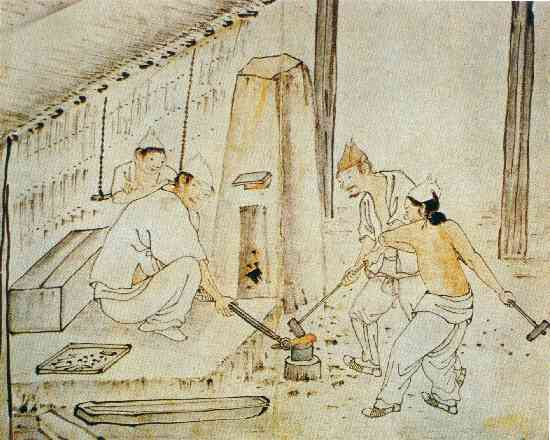
鍛冶屋
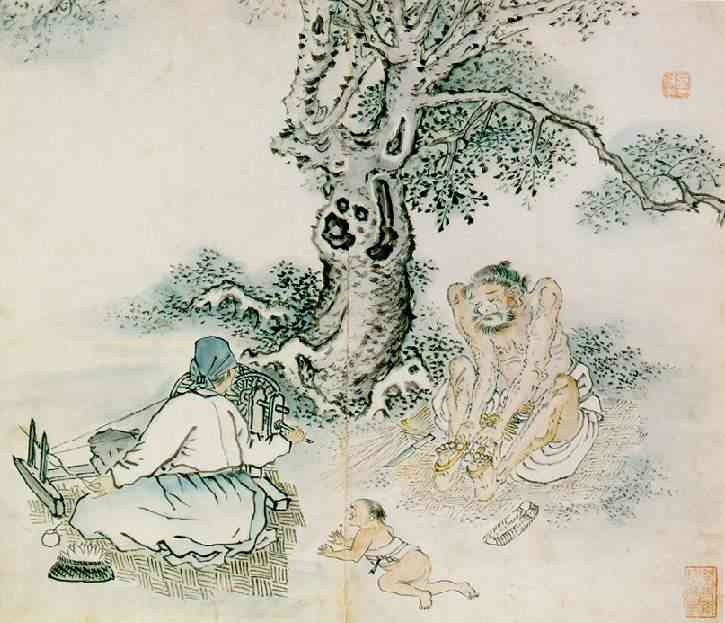
樹下一家圖
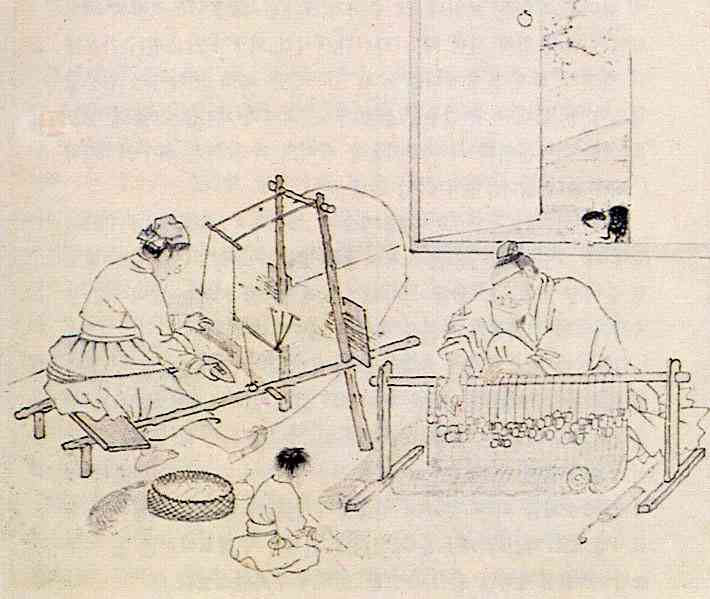
莚編み
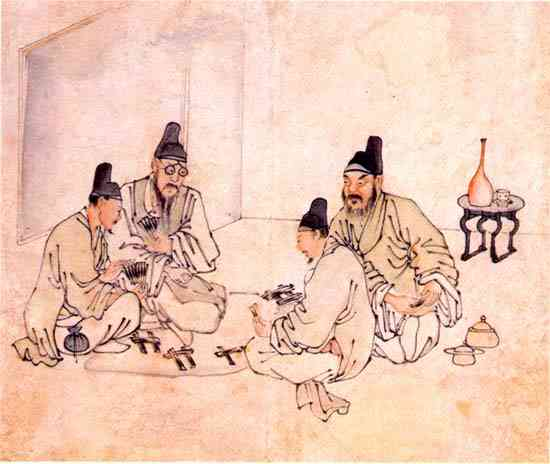
鬪錢圖
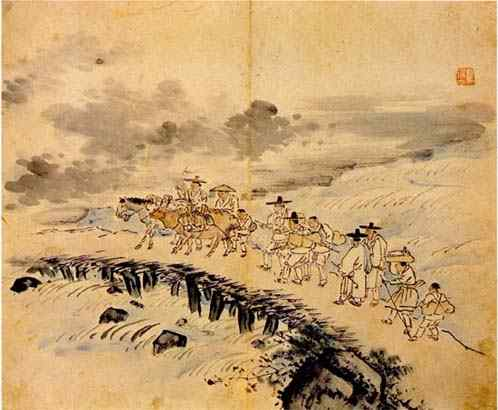
歸市圖
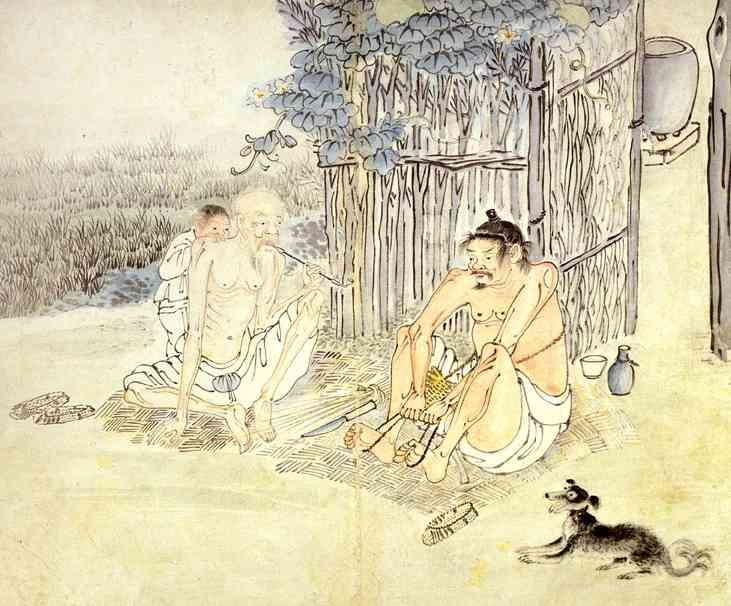
盛夏織具

この記述には、ダウムからGFDLまたはCC BY-SA 3.0で公開される百科事典『グローバル世界大百科事典』をもとに作成した内容が含まれています。